# Taça América 1997 (calcio a 5)
La terza Taça América de Futsal (in spagnolo Copa América de Fútbol Sala) è stata la quarta edizione della Coppa America per selezioni nazionali di calcio a 5, nonché la quindicesima edizione del campionato sudamericano. Si è disputata dal 31 luglio al 3 agosto 1997 a São Leopoldo, in Brasile.

## Avvenimenti
Le quattro nazionali più rappresentative del Sudamerica (Brasile, Argentina, Paraguay e Uruguay) disputarono un girone per determinare le due finaliste che avrebbero disputato la gara per designare la miglior squadra del Sudamerica. Il trofeo venne vinto dal quotato Brasile di Manoel Tobias, Sandrinho e Fininho, con un netto 6-0 in finale all'Argentina.

## Girone
https://www.ogol.com.br/edition.php?id=39980
|           | Risult. |           | Città e data       |
| --------- | ------- | --------- | ------------------ |
| Paraguay  | 3 - 1   | Uruguay   | São Leopoldo 31.07 |
| Brasile   | 8 - 1   | Argentina | São Leopoldo 31.07 |
| Paraguay  | 0 - 3   | Argentina | São Leopoldo 01.08 |
| Brasile   | 9 - 0   | Uruguay   | São Leopoldo 01.08 |
| Argentina | 7 - 2   | Uruguay   | São Leopoldo 02.08 |
| Brasile   | 9 - 4   | Paraguay  | São Leopoldo 02.08 |

| Classifica finale | Pt | G | V | N | P | GF | GS | DR  |
| ----------------- | -- | - | - | - | - | -- | -- | --- |
| Brasile           | 9  | 3 | 3 | 0 | 0 | 26 | 5  | +21 |
| Argentina         | 6  | 3 | 2 | 0 | 1 | 11 | 10 | +1  |
| Paraguay          | 3  | 3 | 1 | 0 | 2 | 7  | 13 | -6  |
| Uruguay           | 0  | 3 | 0 | 0 | 3 | 3  | 19 | -16 |

## Finale
|         | Risult. |           | Città e data       |
| ------- | ------- | --------- | ------------------ |
| Brasile | 6 - 0   | Argentina | São Leopoldo 03.08 |